# 永戸多喜雄
永戸 多喜雄（えいと たきお、1921年8月11日- 2010年9月12日）は、フランス文学者。
フランス文学者永戸俊雄の子。東京出身。府立六中（現都立新宿高等学校)を経て慶應義塾大学文学部仏文科卒、同経済学部教授、経済学部長を務め、1987年定年退任、名誉教授。サルトルの翻訳をおこなった。
2010年9月12日、心不全のため89歳で死去した。

## 翻訳
- ジャン・ヴァール『実存主義的人間』人文書院 1953
- E.E.キッシュ『メキシコ発見』講談社(世界の人間記録)1958
- アンリー・ロート『タツシリ遺跡 サハラ砂漠の秘密』毎日新聞社 1960
- 「アルトナの霊閉者」サルトル著作集 第6巻 人文書院 1961
- 「アルトナの幽閉者」『サルトル著作集　第24巻』人文書院、1961
- ジャン＝フランソワ・ステーネル『トレブリンカ 絶滅収容所の反乱』河出書房 1967
- モーリス・メルロー＝ポンティ『意味と無意味』国文社 1970

## 論文
- 永戸多喜雄